# 圭多·马塞蒂
圭多·马塞蒂（義大利語：Guido Masetti，1907年11月22日—1993年11月26日），意大利男子足球运动员。他曾代表意大利参加1934年和1938年国际足联世界杯，两届比赛均夺得冠军。